# Mies VD
| VD ist das Kürzel für den Kanton Waadt in der Schweiz. Es wird verwendet, um Verwechslungen mit anderen Einträgen des Namens Mies zu vermeiden. |

Mies ist eine politische Gemeinde im Distrikt Nyon des Kantons Waadt in der Schweiz.

## Geographie
Mies liegt auf 410 m ü. M., im äussersten Südwesten der Waadt, 12 km nördlich der Stadt Genf (Luftlinie). Das Dorf erstreckt sich nahe dem Westufer des Genfersees auf einem leicht gegen den See hin abfallenden Hang, südlich des kleinen Taleinschnitts des Baches Nant.
Die Fläche des 3,5 km² grossen Gemeindegebiets umfasst einen Abschnitt am Westufer des Genfersees. Der Gemeindeboden erstreckt sich vom Seeufer westwärts über den Uferrandstreifen und auf den angrenzenden Höhenrücken mit dem Waldgebiet Forêt de Veytay. Die höchste Erhebung von Mies erreicht 455 m ü. M. Die westliche Grenze des Gemeindegebietes verläuft entlang des kanalisierten Creuson, eines Seitenbaches der Versoix. Die Nordgrenze wird zunächst vom Bach Torry und nach seiner Mündung in den Nant von diesem gebildet. Der Nant, der direkt in den Genfersee mündet, hat sich bei Mies ein kleines Tal geschaffen. Zum Gemeindegebiet gehören auch die beiden Naturschutzgebiete Gouille Marion, ein Weiher mit angrenzendem Sumpfgebiet in der Forêt de Veytay, und Les Crénées am Ufer des Genfersees. Von der Gemeindefläche entfielen 1997 29 % auf Siedlungen, 35 % auf Wald und Gehölze, 35 % auf Landwirtschaft und etwas weniger als 1 % war unproduktives Land.
Zu Mies gehören ausgedehnte Einfamilienhaus- und Villenquartiere sowie das Gut Veytay (450 m ü. M.) auf dem Höhenrücken. Nachbargemeinden von Mies sind Tannay und Chavannes-des-Bois im Kanton Waadt sowie Versoix im Kanton Genf.

## Bevölkerung
Mit 2200 Einwohnern (Stand 31. Dezember 2023) gehört Mies zu den mittelgrossen Gemeinden des Kantons Waadt. Von den Bewohnern sind 73,1 % französischsprachig, 10,1 % englischsprachig und 6,5 % deutschsprachig (Stand 2000). Die Bevölkerungszahl von Mies belief sich 1850 auf 162 Einwohner, 1900 auf 223 Einwohner. Besonders in den letzten Jahrzehnten erfolgte eine starke Bevölkerungszunahme (1960 erst 640 Einwohner).

## Wirtschaft
Mies war bis in die erste Hälfte des 20. Jahrhunderts ein hauptsächlich durch die Landwirtschaft geprägtes Dorf. Heute spielt die Landwirtschaft als Erwerbsquelle für die Dorfbevölkerung nur noch eine marginale Rolle, sie konzentriert sich auf den Ackerbau. Das Gut Veytay ist mit 150 ha das grösste im Kanton Waadt. Weitere Arbeitsplätze sind im lokalen Gewerbe und vor allem im Dienstleistungssektor vorhanden. In den letzten Jahrzehnten hat sich das Dorf zu einer Wohngemeinde entwickelt. Zahlreiche Erwerbstätige sind Wegpendler, die überwiegend in Genf arbeiten. Mies ist sowohl Sitz des Motorrad- als auch des Basketballweltverbandes.

## Verkehr
Die Gemeinde ist verkehrstechnisch gut erschlossen. Sie liegt an der Strasse von Versoix nach Divonne-les-Bains. Am 24. April 1858 wurde die Eisenbahnlinie von Coppet nach Versoix mit einer Haltestelle in Mies in Betrieb genommen. Dem Seeufer entlang verläuft die Hauptstrasse 1.

## Geschichte
Mies kann auf eine sehr lange Siedlungstradition zurückblicken. Auf dem Gemeindegebiet wurden Überreste aus allen Epochen seit der Bronzezeit entdeckt. Die erste urkundliche Erwähnung des Ortes erfolgte 1345 unter dem Namen Mie. In der Folgezeit erschienen zahlreiche weitere Schreibweisen: Miez, Mier, Myez, Myer, Myes und erst 1912 Mies. Die Herkunft des Ortsnamens ist umstritten, er stammt wahrscheinlich vom altfranzösischen mi (in der Mitte von), was sich auf die halbe Weglänge von Genf nach Nyon oder von Versoix nach Coppet bezieht.
Mies gehörte im Mittelalter zur Herrschaft Coppet. Mit der Eroberung der Waadt durch Bern im Jahr 1536 kam das Dorf unter die Verwaltung der Vogtei Nyon. Nach dem Zusammenbruch des Ancien Régime gehörte Mies von 1798 bis 1803 während der Helvetik zum Kanton Léman, der anschliessend mit der Inkraftsetzung der Mediationsverfassung im Kanton Waadt aufging. 1798 wurde es dem Bezirk Nyon zugeteilt.

## Sehenswürdigkeiten
Das Gemeindehaus von Mies wurde 1912 erbaut. Von 1855 stammt die Brücke über den Torry. Der Herrensitz Château des Crénées befindet sich leicht erhöht über dem Ufer des Genfersees. Mies besitzt keine eigene Kirche, es gehört zur Pfarrei Commugny.

## Persönlichkeiten
- Corinne Coderey (1935–1998), Schauspielerin